# Jerzy Piaskowski
Jerzy Piaskowski (* 5. August 1922 in Zawiercie; † 2. Februar 2013 in Krakau) war ein polnischer Archäologe und Hochschullehrer für die Geschichte der Metallurgie in Krakau.

## Leben
Piaskowski war langjähriger Mitarbeiter des Instituts für Metallurgie in Krakau. Der Technischen Gesellschaft der polnischen Metallurgen gehörte er als Mitglied an. Er war Mitbegründer und 1969 bis 1984 Präsident der Krakauer Sektion der Towarzystwo Przyjaciół Książki (Gesellschaft der Bücherfreunde).
Piaskowski veranlasste die englische Übersetzung der Officina ferraria von Walenty Roździeński († 1641) und veröffentlichte zahlreiche Bücher sowie Aufsätze und Rezensionen zur Geschichte des Eisenhüttenwesens. Darunter ist auch eine Monographie über die Metallurgie in Danzig zur Zeit des Mittelalters. Mit der Eisenbibliothek der Schweizer Georg Fischer AG tauschte er zahlreiche Veröffentlichungen aus.
Jerzy Piaskowski starb am 2. Februar 2013 im Alter von 90 Jahren und wurde auf dem Friedhof von Borek Fałęcki (Krakau) beigesetzt. Er war verheiratet und hatte Kinder.

## Auszeichnungen
- Verdienstkreuz der Republik Polen in Gold, 1956
- Ritter des Ordens Polonia Restituta, 1962[1]

## Werke und Schriften (Auswahl)
als Autor
- mit Alojzy Jankowski: Zeliwo sferoidalne. Warszawa 1957.
- Technika gdańskiego hutnictwa i kowalstwa żeleznego X–XIV w. na podstawie badań metaloznawczych. (Gdańsk wczesnośredniowiecny. 2. Band) Gdańskie Towarzystwo naukowe, Gdańsk 1960.
- mit Kazimierz Sękowski, Zofia Wojtowicz: Atlas struktur znormalizowanych stopów odlewniczych. Warszawa 1972.
- O stali damasceńskiej. Wrocław 1974.
- Technologia dawnych odlewów artystycznych. Kraków 1981.
- mit Marcin Biborski: Ancient iron manufacture centres in northern central Europe. Kraków 1982.
- Walenty Roździeński i jego poemat hutniczy „Officina ferraria“. Kraków 1991.

als Mitherausgeber'
- Stefan Płuszczewski (Übersetzer): Officina ferraria. A Polish poem of 1612 describing the noble craft of ironwork. MIT Press, Cambridge, Mass. & London 1976, ISBN 0-262-18079-0.